# Renfrey Potts
Renfrey „Ren“ Burnard Potts (* 4. Oktober 1925 in Adelaide; † 9. August 2005 ebenda) war ein australischer mathematischer und theoretischer Physiker sowie Angewandter Mathematiker, bekannt für Arbeiten in statistischer Mechanik und Theorie von Verkehrsflüssen.

## Leben
Potts ging in Adelaide, wo sein Vater Lehrer war, zur Schule, studierte 1943 bis 1947 an der Universität Adelaide (zuerst Ingenieurwissenschaften und dann Mathematik) und dann ab 1948  als Rhodes-Stipendiat an der Universität Oxford
(Queen’s College), wo er 1951 bei Cyril Domb promovierte (The Mathematical Investigation of Some Cooperative Phenomena). Danach war er 1951 bis 1957 Lecturer an der Universität Adelaide. 1955/56 war er als Post-Doc an der University of Maryland und 1957 bis 1959 Associate Professor an der Universität Toronto, während er gleichzeitig 1958/59 Berater bei General Motors in Detroit war, wo er mikroskopische Modelle für Autoverkehr untersuchte (car following models). Von 1959 bis zu seiner Emeritierung 1990 war er Professor für Angewandte Mathematik an der Universität Adelaide, ein damals neu geschaffener Lehrstuhl. Er war dort unter anderem Vorstand des Instituts für Angewandte Mathematik und Dekan der Mathematischen Fakultät. 1968 erhielt er einen Doctor of Science (D.Sc.) der Universität Oxford. Von 1991 bis 1993 war er Gastprofessor an der National University of Singapore.
1991 wurde er Officer of the Order of Australia und 2001 erhielt er die australische Centenary Medal. 1975 wurde er Mitglied der Australischen Akademie der Wissenschaften und 1983 der Australischen Akademie für Technologie und Ingenieurwissenschaften (Australian Academy of Technological Sciences and Engineering). 1995 war er der erste Träger der Medaille der ANZIAM (der Sektion für Angewandte Mathematik der Australian Mathematical Society). 1978/79 war er Vorsitzender der Sektion Angewandte Mathematik (dem ANZIAM Vorläufer) der Australian Mathematical Society und seit 1994 Fellow der Australian Mathematical Society.
Er war seit 1950 mit der promovierten Physikerin und Informatik-Professorin in Adelaide Barbara Kidman verheiratet und hatte 2 Töchter. In seiner Freizeit war er aktiver Sportler und spielte klassische Musik (Klavier, Klarinette).

## Werk
Als angewandter Mathematiker beschäftigte er sich früh mit Operations Research (wofür er 1959 den Lanchester-Preis erhielt) und speziell Analyse von Verkehrsflüssen. Weiter beschäftigte er sich mit Robotik, Netzwerktheorie, Differential- und Differenzengleichungen und Matrizentheorie. Er beschäftigte sich auch früh mit Computern und war Mitgründer der South Australian Computer Society, dem Vorläufer der Australian Computer Society, deren Fellow er war (FACS). Er veröffentlichte etwa 90 Forschungsaufsätze und war ein beliebter Lehrer, der  zwanzig Doktoranden betreute. Er war in Australien führend in der Angewandten Mathematik und auch in der Mathematikdidaktik aktiv, zum Beispiel organisierte er die 5. International Conference on Mathematics Education 1984 in Adelaide und 1988 die Mathematik-Olympiade in Canberra.
Von ihm stammt das Potts-Modell, eine Verallgemeinerung des Ising-Modells. Es wurde von Potts 1952 eingeführt (nach einem Vorschlag von Cyril Domb). Es wird auf zweidimensionalen Gittern oder allgemein Graphen definiert, mit Spins in den Knoten, die q verschiedene diskrete Werte annehmen können. Die  Wechselwirkungsenergie ist -J falls die benachbarten Spins gleich sind, Null sonst. Für q=2 und einem zweidimensionalen Gitter ist es äquivalent zum Ising-Modell ohne äußeres Feld. Es sind nur in einigen Fällen (wie dem Isingmodell) exakte Lösungen bekannt. Am kritischen Punkt ist auch eine Lösung bekannt (Temperley und Elliott Lieb  sowie der Australier Rodney Baxter in den 1970er Jahren).

## Preise und Auszeichnungen
- 1959: Frederick-W.-Lanchester-Preis[6]